# Myrmeleon capito
Myrmeleon capito är en insektsart som beskrevs av Navás 1912. Myrmeleon capito ingår i släktet Myrmeleon och familjen myrlejonsländor. Inga underarter finns listade i Catalogue of Life.